# Лессьё, Мюриэль
Мюриэль Лессьё (в замужестве — Одемар; фр. Murielle Leyssieux; род. 21 июля 1966, Гренобль) — французская шорт-трекистка. Участница зимних Олимпийских игр 1992 года.

## Биография
Мюриэль Лессьё родилась 21 июля 1966 года во французском городе Гренобль.
Выступала в соревнованиях по шорт-треку за КГАЛ из Эшироля. Дважды становилась чемпионкой Франции в 1989—1990 годах. Кроме того, на её счету серебряная медаль в 1988 году и две бронзовых в 1986 и 1991 годах.
В 1992 году вошла в состав сборной Франции на зимних Олимпийских играх в Альбервиле. В эстафете на 3000 метров команда Франции, за которую также выступали Валери Барицца, Сандрин Доде и Карин Рубини, заняла 3-е место в полуфинале, показав результат 4 минуты 43,2 секунды и уступив попавшей в финал со 2-го места Объединённой команде.

## Семья
Замужем, есть двое сыновей — Кевин и Тимоти.